# أوبالديسكا تاتشيني
أوبالديسكا تاتشيني (بالإيطالية: Ubaldesca Taccini) (مواليد 1136 في كالتشينايا – توفيت عام 1206 في بيزا) كانت راهبة كاثوليكية إيطالية وعضوًا في فرسان الإسبتارية (رهبنة القديس يوحنا). يُحتفل بيوم عيدها في 28 مايو من كل عام.

## حياتها
وُلدت أوبالديسكا في كالتشينايا بإقليم بيزا، ونشأت في أسرة متواضعة. منذ شبابها، كرست حياتها لخدمة الفقراء والمرضى، مما قادها للانضمام إلى فرسان الإسبتارية، حيث عملت في أحد مستشفيات بيزا الذي كان يتبع للرهبنة.
عرفت بتقواها وأعمالها الخيرية، ويُروى في المصادر الكاثوليكية أنها ارتبطت بعدة معجزات، من بينها معجزة "الماء والخمر" حيث يُقال إنها أثناء خدمتها في المستشفى ملأت وعاءً بالماء فتحول إلى خمر لإطعام المرضى في مناسبة دينية. كما يُذكر أن شفاعتها ارتبطت بشفاء بعض المرضى بعد وفاتها.

### الجدول الزمني لأبرز محطات حياتها
| السنة          | الحدث                               | ملاحظات                      |
| -------------- | ----------------------------------- | ---------------------------- |
| 1136           | الميلاد في كالتشينايا               | إقليم بيزا                   |
| 1150s          | الانضمام إلى فرسان الإسبتارية       | تكريس حياتها للخدمة والرعاية |
| أواخر القرن 12 | خدمة المرضى والفقراء في مستشفى بيزا | سمعة كبيرة في العمل الخيري   |
| 1206           | الوفاة في بيزا                      | تكريم واسع من سكان المدينة   |

## التكريم
أعلنت الكنيسة الكاثوليكية تكريمها قديسة، وأصبح يوم 28 مايو عيدًا رسميًا في تقويم القديسين المحليين في بيزا. لا تزال سيرتها مصدر إلهام لأعمال خيرية ودينية في المنطقة.

## الإرث والانتشار الشعبي لعبادتها
ظلّت أوبالديسكا تاتشيني شخصية موقّرة في بيزا والمناطق المحيطة بها لقرون بعد وفاتها، حيث اعتبرها السكان المحليون شفيعة للفقراء والمرضى والمسافرين. تقام سنويًا احتفالات دينية في يوم عيدها (28 مايو) تتضمن القداسات والفعاليات الخيرية، وتشارك فيها الكنائس التابعة لرهبنة القديس يوحنا.
كما أُطلق اسمها على عدد من الكنائس والمدارس في توسكانا، وانتشرت عبادتها بشكل محدود في بعض المناطق الأخرى من إيطاليا ومالطا المرتبطة تاريخيًا بفرسان الإسبتارية.